# 6800 Saragamine
6800 Saragamine eller 1994 UC är en asteroid i huvudbältet som upptäcktes den 29 oktober 1994 av den japanska astronomen Akimasa Nakamura vid Kuma Kogen-observatoriet. Den är uppkallad efter berget Saragamine.
Asteroiden har en diameter på ungefär 13 kilometer.